# Trophomera rosaliae
Trophomera rosaliae is een rondwormensoort uit de familie van de Benthimermithidae. De wetenschappelijke naam van de soort is voor het eerst geldig gepubliceerd in 1988 door Chesunov.